# 9 (số)
9 (chín) là một số tự nhiên ngay sau 8 và ngay trước 10.

## Tính chất
- Số 9 là số chính phương (32 =9).
- Số chín được viết ở dạng gần như là đảo ngược của số 6.
- Bình phương của 9 là 81.
- Căn bậc hai của 9 là 3.
- 1/9 = 0,(1).
- Tính chất đặc biệt:
  - 9*123456789 = 1111111101
  - 9*987654321 = 8888888889

## Trong hóa học
- 9 là số hiệu nguyên tử của nguyên tô fluor (F)